# Muzos
Els muzos eren un grup indígena colombià que es van assentar en el territori de l'actual municipi de Muzo i municipis veïns en els departaments de Boyacá, Cundinamarca i Santander, coneguts per la seva bel·licositat i els seus conflictes amb els muisques per la possessió del territori als vessants de la Cordillera Oriental colombiana. Tradicionalment es van considerar un poble Carib, encara que el muzo és una llengua no classificada.

## Ubicació
El seu territori limitava pel sud, amb el riu Negre, a partir del qual habitaven els pantxes; per l'occident, amb el riu Magdalena; pel nord amb l'àrea selvàtica del riu Carare, antic territori dels yariguís; i per l'orient, amb el territori muisca de la vall d'Ubaté, Chiquinquirá i el riu Pacho.

## Societat
En línies generals era un poble d'esperit bèl·lic, les activitats del qual giraven entorn de la guerra, com les altres tribus integrants de la família Carib deformaven la seva crani per mitjà de pressió aplanant-ho en direcció posteroanterior.
Els muzos es dividien en diverses tribus i no existia un cacic, sinó un cap per a cada tribu. El poder l'exercien els vells i els destacats en la guerra, sense existir lleis ni directrius d'obligatori compliment. Es dividien socialment en: els guerrers i persones important, i els chingamana o chingama, que eren els pàries o esclaus dels quals feien part els tapacae, que en general eren individus d'altres ètnies fets presoners. L'estatus més important l'adquirien els més destacats en la guerra.

## Activitats econòmiques
Els muzos desenvolupaven activitats econòmiques com la agricultura, la ebenisteria, l'extracció i talla de maragdes i treballs en ceràmica. En el seu territori existien jaciments de plata, coure, or, ferro i maragdas. També hi havia mines de alum. No obstant això, només van arribar a usar el coure a baixa escala, per a fer esmerils i altres eines, ja en temps de la colònia. Per a l'extracció de maragdes s'utilitzaven per a explorar eines de fusta anomenades coas, i per mitjà de corrents d'aigua emmagatzemada en parts altes per a descobrir les vetes de maragda; aquestes eren tallades com a pedres precioses.
En activitats tèxtils fabricaven saials, peces de cotó i atzavara. Aquesta activitat estava encomanada a les cocojima (prostitutes); també van fabricar articles de ceràmica.

## Religió
La seva religió era politeista; no obstant això, comptaven amb un número petit de déus: Are creador dels humans, Maquipa de la qual creien curava malalties i el Sol i la Lluna.

## Conquesta
Els colonitzadors espanyols van tenir problemes per sotmetre els muzos al segle XVI. El muzos va resistir les forces espanyoles, i el terreny ple de rierols i barrancs era inhòspit per als cavalls espanyols; els muzos es van amagar a les nombroses fortificacions naturals que la geografia els proporcionava. Quan el conquistador Pedro de Ursúa ] va fundar la ciutat de Tudela, a prop dels territoris muzo, el 1552, la gent de Muzo va atacar i va arrasar l'assentament recentment fundat i va fer retrocedir els espanyols.
El conquistador que va sotmetre el Muzo al domini del Nova Granada va ser Luis Lanchero, capità de l'exèrcit del conqueridor Nicolás de Federman. La seva primera expedició amb 40 homes el 1539 va fracassar, però va aconseguir sotmetre el Muzo vint anys després el 1559 o el 1560, quan va fundar Santísima Trinidad de los Muzos, actualment Muzo a les restes de l'antiga Tudela. Durant la seva segona campanya, Lanchero gairebé va perdre la vida després de rebre una fletxa enverinada dels muzo.